# شکر اسفراینی
شُکر اسفراینی (۱۰۷۹-۱۱۵۶) (نسب‌نامه: اَمَةُالعزیز شکر بنت ابوالفرج سهل بن بشر بن احمد بن سعید اسفراینی صایغ) بانوی محدث شامی بود که بیشتر در نیمهٔ اول سدهٔ ششم هجری زیست. اجداد او از مهاجرین ولایت اسفراین، ربع نیشابور به شام بودند و او در صور زاده شد که در آن هنگام در حمله‌های صلیبیان و دفاع‌های فاطمیان ناآرام بود. هنگامی که دو ساله بود، پدرش او را به دمشق برد و او آنجا به‌خوبی پرورش یافت. سپس همراه پدرش به دانش حدیث گرایید، پدرش سهل خود از دو محدث صوفی «ابوالفرج اسفراینی و ابونصر احمد ترشیزی» حدیث فراگرفت. سِماع شُکر را صحیح بیان کرده‌اند و ابن عساکر از او حدیث نگاشت (کتابت حدیث). سمعانی نیز هنگامی که در دمشق بود به حدیث‌نگاری نزد شکر اسفراینی پرداخت.